# Krister Horn (1622–1692)
Krister Klasson Horn af Åminne, född 13 november 1622 på Vikhus, Rytterne, död där 26 maj 1692, var en svensk fältmarskalk. Han var son till riksrådet friherre Klas Horn och Sigrid Oxenstierna och i tur och ordning gift med Görvel Sparre och Anna Elisabet Wrangel af Lindeberg.